# Ralph Metcalfe
Ralph Metcalfe Atlanta (Georgia), Estados Unidos, 29 de mayo de 1910-10 de octubre de 1978, fue un atleta estadounidense, especialista en la prueba de 4 x 100 m en la que llegó a ser campeón olímpico en 1936.

## Carrera deportiva
En las Olimpiadas de Los Ángeles 1932 ganó la plata en la carrera de 100 metros con un tiempo de 10.3 segundos según el cronómetro manual y 10.38 segundos según el cronómetro electrónico, exactamente el mismo que su compatriota Eddie Tolan que ganó la medalla de oro; además ganó la medalla de bronce en los 200 metros, con un tiempo de 21.5 segundos, de nuevo tras Eddie Tolan (oro) y otro estadounidense George Simpson.
En los JJ. OO. de Berlín 1936 ganó la medalla de oro en los relevos 4 x 100 metros, con un tiempo de 39.8 segundos, llegando a meta por delante de Italia (plata) y Alemania (bronce), siendo sus compañeros de equipo: Jesse Owens, Foy Draper y Frank Wykoff. 
Esa medalla de plata de las Olimpiadas de Los Angeles 1932 fue la primera Foto Finish de las Olimpiadas, según las reglas actuales, Metcalfe hubiera sido el ganador aquel día.   